# ریشه دوم ۲

وتر یک مثلث قائم‌الزوایه متساوی‌الساقین برابر ریشه دوم دو است زمانی که طول هر ضلع قائمه برابر یک باشد.

ریشه دوم ۲، که برای سادگی معمولاً رادیکال دو، خوانده می‌شود عددی حقیقی است که اگر در خودش ضرب شود نتیجه برابر ۲ خواهد بود.
در هندسه اگر ضلع مربعی یک واحد باشد قطر آن رادیکال دو واحد خواهد بود؛ و احتمالاً اولین عدد گنگ شناخته‌شده‌است.
مقدار آن تا ۶۵ رقم بعد از اعشار برابر است با:
1.41421 35623 73095 04880 16887 24209 69807 85696 71875 37694 80731 76679 73799....

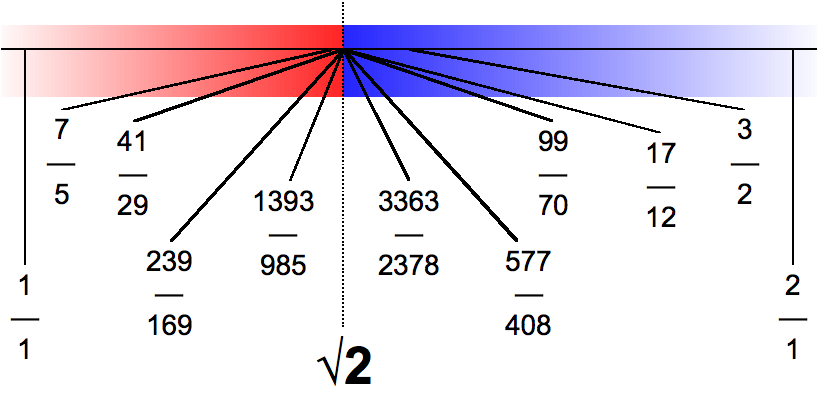
ریشه دوم دو.

یک روش برای محاسبه سریع آن تقسیم ۹۹ بر ۷۰ است که نتیجهٔ آن تا ۴ رقم اعشار صحیح است.